# Топорів
Топорів — село в Україні, в Золочівському районі Львівської області (до 2020 — Буський район).  Населення становить 1009 осіб станом на 2023 рік. Колишнє містечко.
Село Топорів розташоване на північний схід від міста Львова та за 20 кілометрів від міста Буська на річці Пусті, притоці річки Стир.

## Історія
Топорів вперше згадується у письмових документах за 1605 рік, де йдеться про нього як про містечко, якому надане магдебурзьке право.
Містечко засноване сприяння власника — шляхтича Яна з Тенчина. Тривалий час було власністю родини Тенчинських.
Понад 400 років тому на місці населеного пункту росли непроходимі ліси. Під час набігів татар селяни з різних куточків втікали в ті ліси, де згодом почали його вирубувати й на вільних від боліт горбках стали будувати невеличке село, яке і назвали Топорів, тобто від назви інструменту, яким вони орудували. Центр села назвали містом, яке обвели височезним валом, а навколо нього розмістилася чисельна кількість хуторів, які діставали назви від більшої кількості прізвищ людей, що населяли даний хутір.
Містечко «Toporow» зображене на карті України Гійома де Боплана 1650 року.
На території села у 1676 році була збудована дерев’яна церква, яка у 1947 році згоріла. Залишилася лише дзвіниця, яка є архітектурною пам’яткою того часу. Зараз на місці старої церкви збудовано нову. А також архітектурною пам’яткою ХІХ ст. є костел, який збудований у стилі ренесансу (зараз церква Покрови Пресвятої Богородиці).

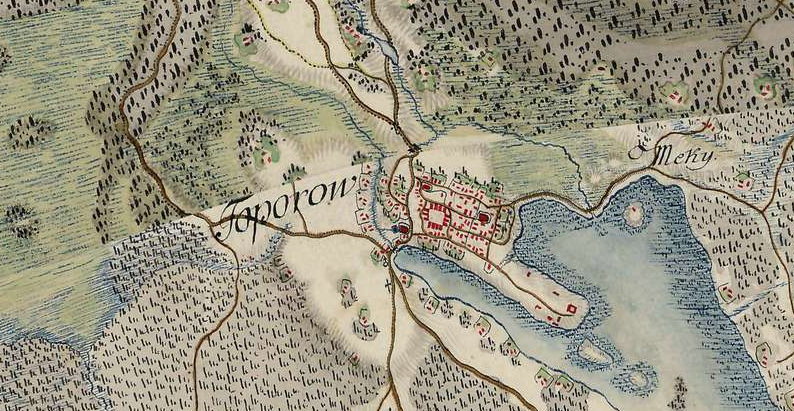
Топорів на мапі Ф. фон Міґа (1779-1783)

В архівних документах згадується про велику пожежу, яка сталася у містечку Топорові у 1868 році, під час якої згоріла велика частина містечка, в тому числі й школа. У 1870 році у Топорові проживало 3103 жителі. Гміна користувалася великими правами й мала свій бюджет. Панські двори виділяли частину своїх прибутків на розвиток містечка, на оплату праці вчителів.
На той час у Топорові існували самостійна приватна крамниця та самостійна каса взаємодопомоги, був створений хор та аматорський гурток.
У 1910 році існували польська каса, польська читальня «школи людової», чотирикласна школа з польською мовою викладання, однокласна школа на присілку з польською мовою викладання й урядовою мовою була польська мова.
У роки Першої світової війни у Топорові згоріло 270 будинків. А в роки громадянської війни територія села була окупована Польщею. Літом 1920 року через село пройшов загін першої кінної Армії. У 1921 році наше село знову потрапило під владу польських панів.
У 1928 році у Топорові налічувалось 4000 жителів, з яких 2800 чол. – це українці. Була створена сільськогосподарська споживча кооператива та каса «взаємної помочі». У 1932 році було створено товариство «Сокіл».
У 1940 році в селі існували амбулаторія та акушерський пункт, який містив 3 ліжка. У роки Другої світової війни село знову було частково зруйноване. Німці винищували єврейське населення, спалювали їхні будинки й з того часу єврейського населення в селі немає. Багато молоді німці вивезли у Німеччину на різні роботи.
У 1949 році в Топорові було створено сільськогосподарський артіль, до якої примусово увійшло 420 господарств. Село у той час не було електрифікованим і не мало транспортного зв’язку з районом.
У 1964 році населення в Топорові налічувалось 2249 жителів – 558 дворів. В селі працювала лікарня, яка містила 25 ліжок. Було 2 лікарі з вищою освітою і 10 – з середньою. В цьому ж році побудували в селі радіовузол; було повністю електрифіковано село; насаджено парк; побудовано аптеку; введено в дію млин, пилораму; відкрито магазини: продовольчий, сільмаг, госпмаг, комісійний магазин готового одягу, їдальню. 
В 2005 році було виготовлено проєктну документацію на газифікацію села, а 28 вересня 2006 року розпочалися роботи по будівництві підводящого газопроводу. Цей газопровід, протяжність якого становить 22 км, було збудовано за державні кошти та в рекордно стислі строки, до 28 вересня цього року він вже був зданий в експлуатацію.

## Населення

### Мова
Розподіл населення за рідною мовою за даними перепису 2001 року:
| Мова       | Кількість | Відсоток |
| ---------- | --------- | -------- |
| українська | 1042      | 99.9%    |
| російська  | 1         | 0.1%     |
| Усього     | 1043      | 100%     |

## Релігія
У селі є дві православні церкви:
- Церква Покрови Пресвятої Богородиці (настоятель митр. прот. Василь Нижник, належить до Львівсько-Сокальської єпархії ПЦУ)

- Церква св. Юрія Побідоносця (настоятель митр. прот. Павло Блавацький, належить до Львівської єпархії ПЦУ)

## Хутори
В Україні Топорів є селом із найбільшою кількістю хуторів (49). Про це місцеві мешканці жартують: «Сорок дев'ять хуторів, п'ятдесятий — Топорі́в».
| - Дзендзелюки - Баші - Гризи - Ковальчуки - Олійники - Горбачі - Чучмани - Грушки - Лісове - Сарабуни - Града - Шваби - Шкрабії - Олійники - Паламарі - Яцини - Чигрі - Мандрики - Журби - Щигли - Застав - Хітці - Забави - Поповичі - Юськевичі |  | - Ковтуни - Сусли - Важаї - Волосюки - Панаси - Баші - Фільварки - Заболото - Кметі - Шигици - Кутинськи - Леньків - Бішки - Дані - Поле - Пісок - Кемпа - Заріка - Багно - Озера - Фудаль - Поради - Свириди - Зеліски |

## Відомі люди
- Столярчук Петро Гаврилович — український науковець, доктор технічних наук.
- Боднар Іван — селянин, дяк, війт у селі, посол Райхсрату (1867–1876 рр.), Галицького сейму 2, 3-го скликань.[7]

## Галерея

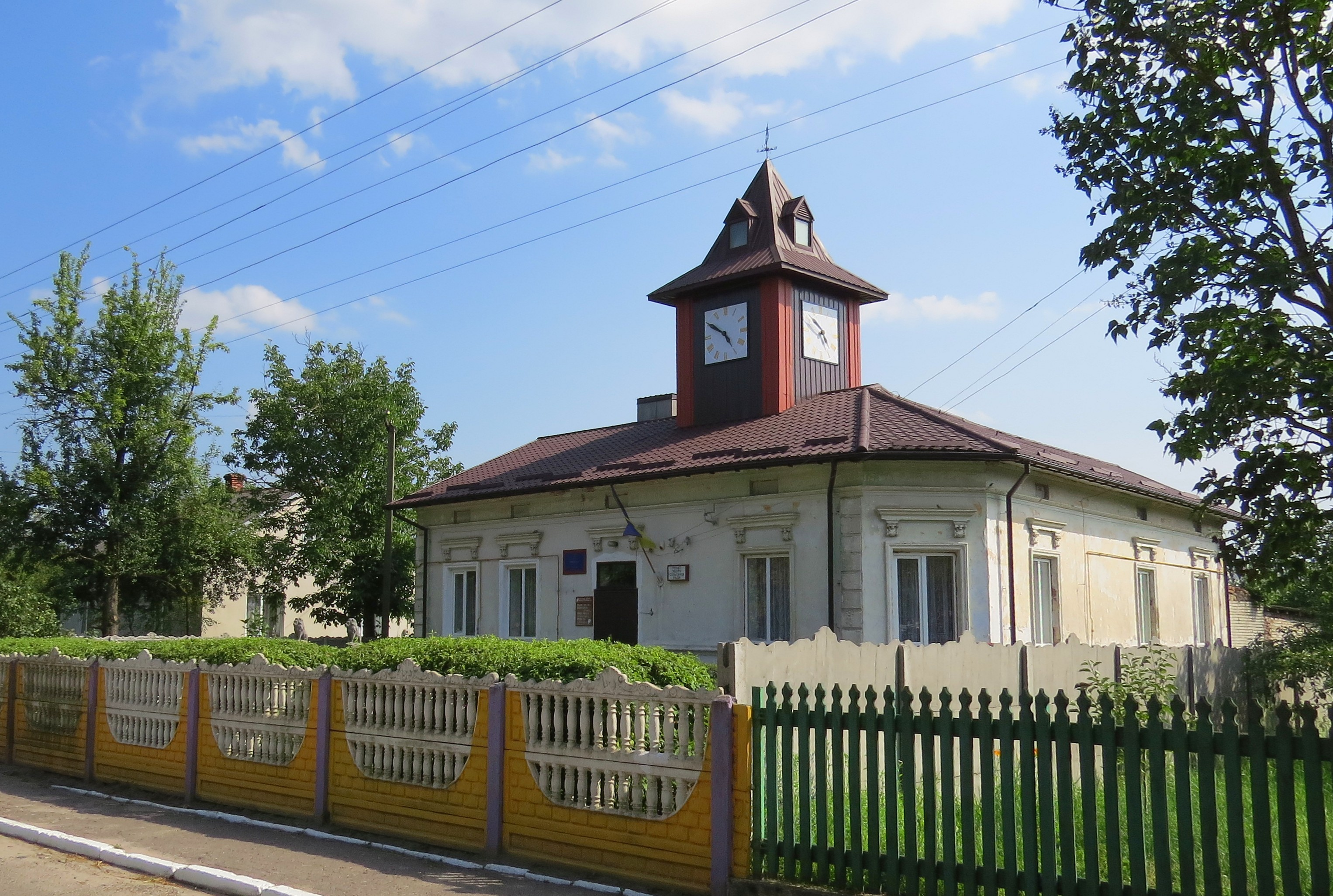
Ратуша в Топорові
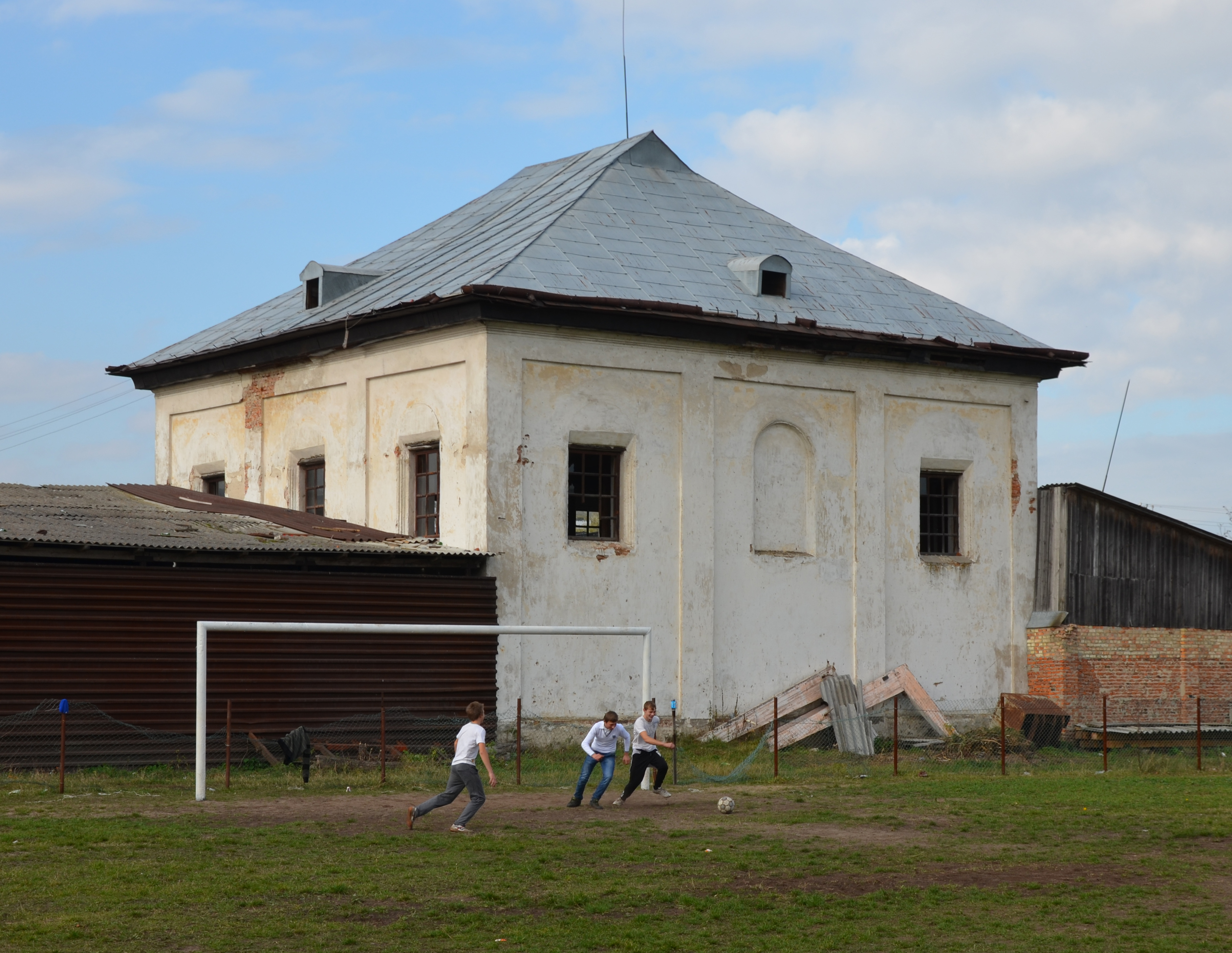
Синагога
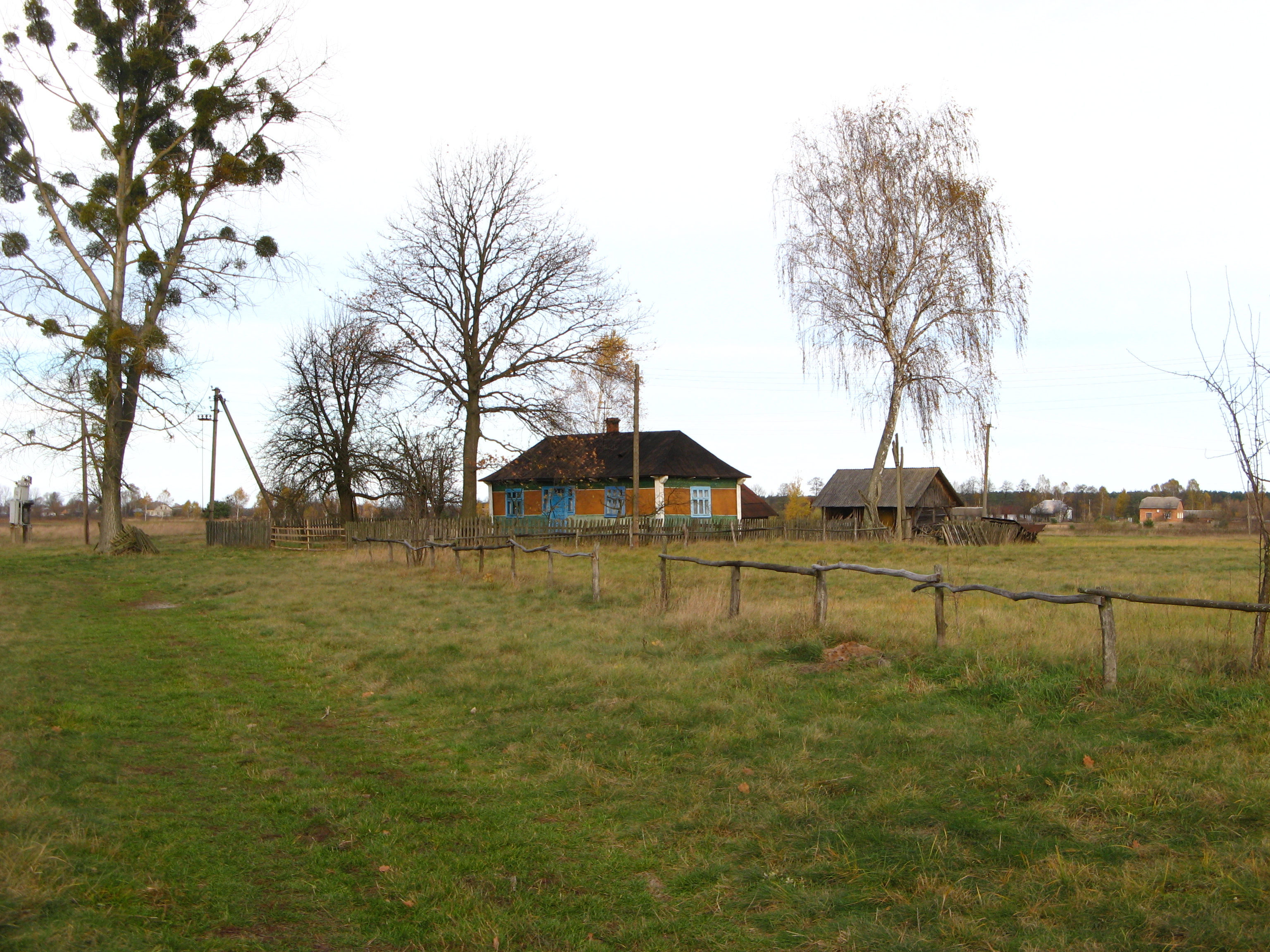
На хуторі Гризи